# Aeroportul São Félix do Xingu
Aeroportul São Félix do Xingu (IATA: SXX, ICAO: SNFX) este un aeroport din Pará, Brazilia ce deservește zona São Félix do Xingu. Aeroportul a fost tranzitat în 2011 de 711 pasageri. A fost numit după zona deservită.
Situat la o altitudine de 200 m, aeroportul dispune de 1 pistă.

## Infrastructură

### Piste
Aeroportul dispune de o singură pistă. Pista 13/31 are suprafața de asfalt și dimensiunile 1.600 m × 33 m. 